# Фукса, Мануэль

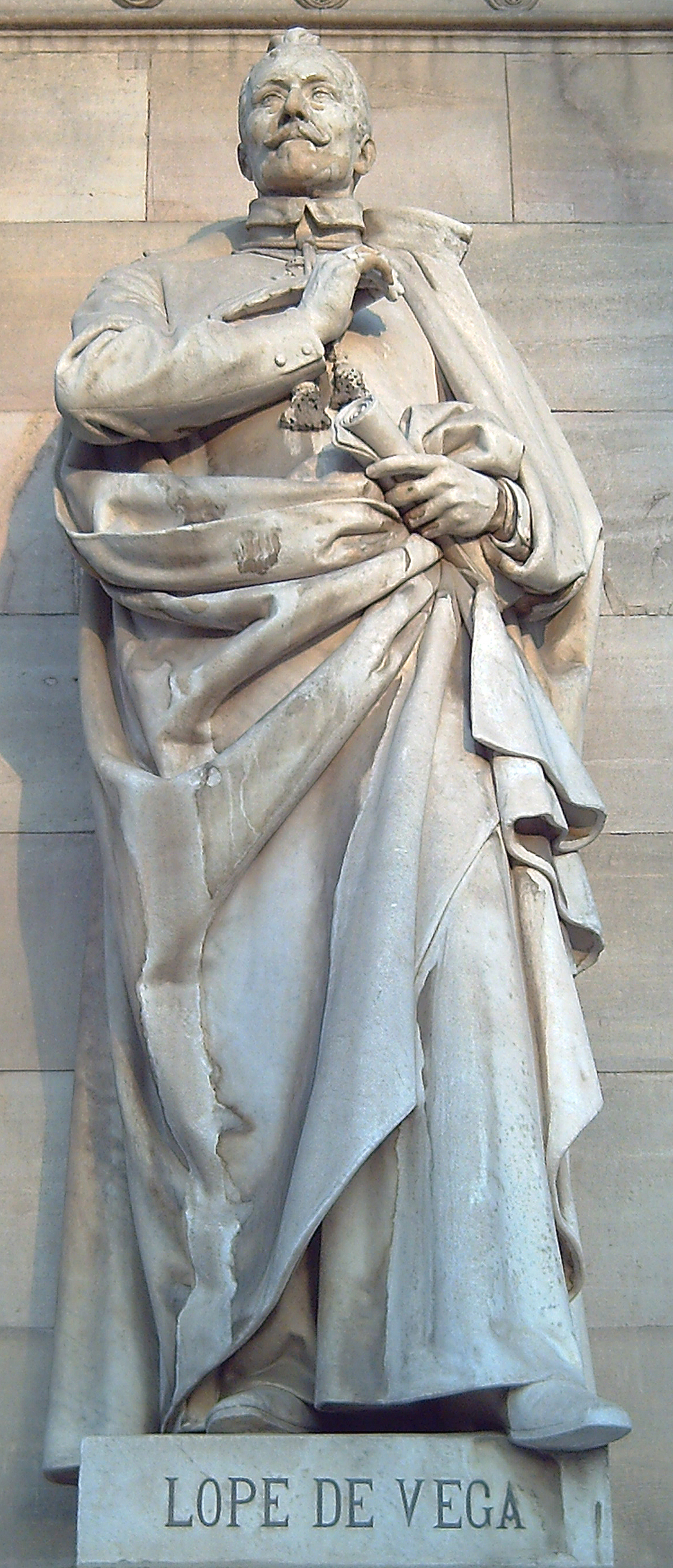
Памятник Лопе де Вега у входа в Национальную библиотеку Испании в Мадриде

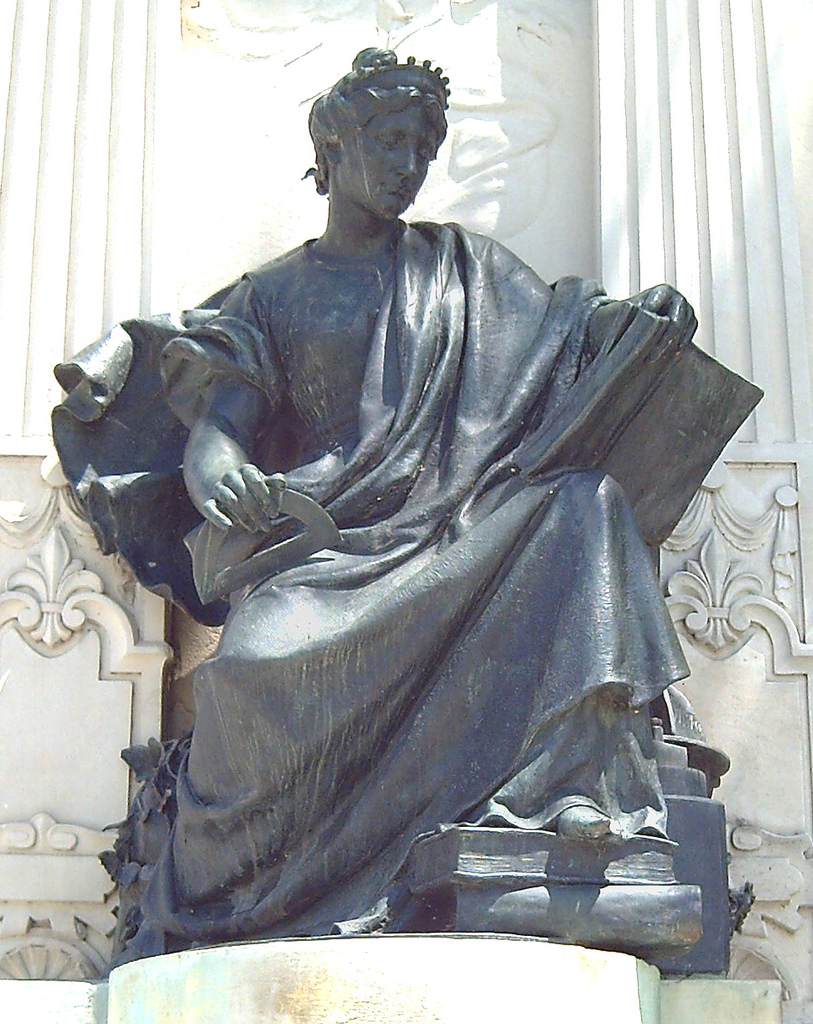
Аллегорический образ науки. Деталь памятника Альфонсу XII в Мадриде работы Мануэля Фуксы

Мануэль Фукса и Леаль (кат. Manel Fuxà i Leal; 2 сентября 1850, Барселона — 1927, Барселона) — каталонский скульптор, педагог.

## Биография и творчество
Родился в Барселоне в 1850 году. Обучался искусству скульптора в школе Лотьжа (Llotja) в Барселоне у мастера Розенда Нобаса, одновременно работая подмастерьем в мастерской Хуана Солера (кат. Huan (Juan) Roig y Soler).
Впоследствии Фукса совершенствовал свою технику и приобретенные в школе навыки в Париже, где работал в студии Альберта-Эрнеста Карриера-Беллеза и в Италии.
По возвращении в Барселону в 1876 году, в возрасте 26 лет, Фукса стал преподавателем в школе в Лотьжа, где он обучался, а позднее был назначен её директором и оставался в этой должности с 1911 по 1920 годы.
Фукса был президентом совета музеев Барселоны.
По мнению Феликса Местреса (кат. Felix Mestres y Borrel), он был самым «плодовитым» скульптором того времени. Фукса был создателем многих памятников в Барселоне и других городах Каталонии, таких как Алелья, Фигерас, Реус, Сабадель, Сан-Фелиу-де-Гишольс, Вильяфранка-дель-Пенедес, Виланова-и-ла-Жельтру и Сиджес. Творения Фуксы находятся также вне Каталонии: в Мадриде, Монтевидео и Оренсе.
Фукса также создавал надгробные памятники в Барселоне и Сиджесе, бюсты и скульптурные композиции для украшения зданий, представляющих высокую художественную ценность.
Стиль творений Мануэля Фукса нельзя строго отнести к модернизму (каталонскому ар-нуво), ведь его работы имеют классический оттенок.
Мануэль Фукса умер в Барселоне в 1927 году.